# Bulbul de Lorenz
El bulbul de Lorenz (Phyllastrephus lorenzi) és una espècie d'ocell de la família dels picnonòtids (Pycnonotidae). És emdèmic de la República Democràtica del Congo i Uganda. Els seus hàbitats principals són els boscos tropicals i subtropicals de frondoses secs, els boscos tropicals i subtropicals de frondoses humits de les terres baixes i de l'estatge montà, els boscos pantanosos i la sabana seca.. El seu estat de conservació es considera de risc mínim.
L'epítet específic lorenzi fa referència al zoòleg austríac Ludwig Lorenz von Liburnau (1856-1943).